# 西永寧郡
西永寧郡，中国南北朝时设置的郡。
南梁置西永寧郡，属土州，西永寧郡治所在阜陵县（今湖北省随州市东）。侯景之乱后，西魏夺取西永寧郡，北周废西永寧郡，与東永寧郡、真阳郡合并为齐郡。阜陵县改为漳川县，隋朝时，漳川县属隋州（汉东郡）。